# Josep Erra i Mirabet
Josep Erra i Mirabet (Barcelona, 14 de desembre de 1896 - Mollet del Vallès, 16 de juliol de 1965) fou un atleta català especialitzat en curses de fons.
Pertanyia al Futbol Club Barcelona. Fou un dels atletes especialistes en fons més destacat de la dècada de 1910, juntament amb Pere Prat. Fou dos cops campió d'Espanya de cros per equips, representant Catalunya, els anys 1916 i 1917, així com segon (1916) i quart (1917) en categoria individual. A nivell català guanyà el Campionat de Catalunya en 5 000 metres el 1916. Fou segon en el rànquing espanyol de 5. 000 m llisos l'any 1915, i dels 10. 000 el 1917.

## Palmarès
Campió de Catalunya
- 5 000 m: 1916

Campió d'Espanya
- cros per equips: 1916, 1917